# Aeropuerto Fabio Alberto León Bentley
Aeropuerto Fabio Alberto León Bentley (IATA: MVP, OACI: SKMU) terminal aérea de carácter nacional que brinda servicio principalmente a la capital de Mitú en el Vaupés (Colombia) desde y hacia Bogotá y Villavicencio y también a los pequeños aeródromos locales del departamento. Cuenta con alguna instrumentación de ayuda para operaciones nocturnas aunque con ciertas restricciones. Tiene el servicio de reabastecimiento de combustible de aviación.

## Destinos
- Satena
  - Bogotá / Terminal Puente Aéreo (Código compartido con Avianca)
  - Villavicencio / Aeropuerto Vanguardia

## Accidentes e incidentes
El 5 de mayo de 2010 un Embraer 145 de la compañía que cubría la ruta Bogotá-Mitu se salió de la pista al aterrizar debido a las condiciones meteorológicas y a que la pista estaba húmeda cuando ocurrió el accidente. Los 37 pasajeros y tripulación salieron ilesos menos el capitán que salió con heridas menores. El avión quedó en pérdida total.
El 21 de agosto de 2021, un Boeing 737-200, con 40 años de servicio, de la carguera Aerosucre, con matrícula HK-5026, posterior al despegue la tripulación del vuelo de carga se percató que el seguro de la puerta de carga se encontraba desengarzado y la misma se encontraba abierta. En ese momento, el avión con destino a Bogotá declaró emergencia y solicitó un aterrizaje inmediato en la pista 20, sin reportar daños ni víctimas.